# Sasuraiger
Ginga Shippu Sasuraiga (銀河疾風サスライガー?) è un anime che è andato in onda sugli schermi nipponici dal 1983 al 1984 in Giappone. 43 episodi sono stati trasmessi grazie a TV Tokyo. La storia ripercorre un adattamento del famoso romanzo Il giro del mondo in 80 giorni.

## Trama
Nell'anno 2911 il sistema solare conta 50 pianeti. I.C Blues, un imbroglione al casinò effettua una scommessa con un boss di un sindacato criminale conosciuto come Bloody God: secondo lui è possibile viaggiare in tutti i pianeti in meno di un anno. Per questa scommessa I.C Blues con il suo gruppo utilizza un super robot capace di trasformarsi in un treno, il nome di questo robot è Sasuraiger. Appena iniziata la scommessa il sindacato farà tutto il possibile per non permettere al protagonista di vincere la sua scommessa.

## VideoGame
Il robot ha avuto alcune apparizioni in videogiochi come Super Robot Wars e Super Robot Wars GC.